# Goodman Stadium
Goodman Stadium – wielofunkcyjny obiekt sportowy w miejscowości Bethlehem (stan Pensylwania) w Stanach Zjednoczonych. 
Został otwarty 1 października 1988 roku, zastępując Taylor Stadium, który stał w głównym kampusie akademickim od 1914 do 1987 roku. Obecnie na miejscu byłego Taylor Stadium znajdują się Rauch Business Center, Zoellner Arts Center oraz parking. Pojemność stadionu to 16 000 miejsc. Na nim rozgrywa swoje mecze domowe drużyna akademicka Lehigh University Mountain Hawks, która występuje w Division I Football Championship Subdivision futbolu amerykańskiego.
Stadion usytuowany w dolinie otoczonej zalesionymi wzgórzami, ma w pobliżu duży parking. Posiada zabezpieczenia przed złymi warunkami pogodowymi, duże kryte toalety po obu stronach stadionu, szatnie dla gospodarzy i zespołów przyjezdnych, biura, pomieszczenia dla sprzętu i atletyczny centrum szkoleniowy. Jest również wyposażony w trzypoziomową lożę prasową i krzesła dla siedzenia.
W ostatnim dziesięcioleciu Campus Goodman jest również przedsezonowym obozem szkoleniowym dla Philadelphia Eagles z profesjonalnej NFL.
Na stadionie również swoje mecze rozgrywała reprezentacja Stanów Zjednoczonych.